# Le Secret de la banquise
Pour plus de détails, voir Fiche technique et Distribution.
Le Secret de la banquise (Alistair MacLean's Bear Island) est un film canado-britannique réalisé par Don Sharp, sorti en 1979.

## Synopsis
Sur l'Île aux Ours, Larsen, un scientifique envoyé par les Nations unies envoie un message de détresse au Morning Rose, un navire embarquant une équipe de savants chargés d'enquêter sur les dérèglements climatiques. L'homme est assassiné écrasé par un aéroglisseur avant d'avoir dévoilé le contenu de son message. Une ancienne base nazie sert de laboratoire pour les scientifiques. Frank Lansing, américain d'origine allemande, rejoint l'équipe afin de savoir ce qui est arrivé à son père, commandant de sous-marin disparu au large de l'île. A peine arrivé sur les lieux, un mystérieux tueur tue un à un les scientifiques afin de cacher un terrible secret lié aux épaves des sous-marins allemands. Judith Rubin, une amie de Lansing est la seconde à périr sous la glace d'une avalanche déclenchée par des explosifs.

## Fiche technique
Source principale de la fiche technique :
- Titre : Le Secret de la banquise
- Titre original : Alistair MacLean's Bear Island
- Réalisation : Don Sharp
- Scénario : David Butler et Don Sharp, d'après le roman écrit par Alistair MacLean[3]
- Direction artistique : Peter Childs et Kenneth Ryan
- Musique : Robert Farnon
- Décors : Harry Pottle
- Costumes :
- Photographie : Alan Hume
- Son :
- Montage : Tony Lower
- Production : Peter Snell
  - production associée : William Hill
- Société de production : Selkirk Films[3], Bear Island Films[3], avec la participation de la CFDC
- Distribution :
  -  États-Unis : Taft International Pictures
  -  France : Columbia Pictures[3]
- Budget : 12,1 millions de $CAN [4].
- Pays :  Canada,  Royaume-Uni
- Format : Couleur - Son : Dolby - 2,35:1 - Format 35 mm
- Genre : film d'aventure, thriller
- Langue : anglais
- Durée : 118 minutes, 110 minutes (pour la version sortie au Canada)
- Dates de sortie :
  -  Afrique du Sud : 5 décembre 1979
  -  France : 19 décembre 1979
  -  Royaume-Uni : 27 décembre 1979
  -  Canada : 6 juin 1980

## Distribution
Source principale de la distribution :
- Donald Sutherland (VF : Henri-Jacques Huet) : Frank Lansing
- Vanessa Redgrave (VF : Régine Blaess) : Heddi Lindquist
- Richard Widmark  (VF : Roger Rudel)  : Otto Gerran
- Christopher Lee  (VF : Jean-Claude Michel)  : Lechinski
- Barbara Parkins (VF : Jeanine Freson) : Judith Rubin
- Lloyd Bridges (VF : Claude Bertrand) : Smithy
- Lawrence Dane (VF : Pierre Santini) : Paul Hartman
- Patricia Collins : Inge Van Zipper
- Michael J. Reynolds (VF : Howard Vernon) : Heyter
- Hagen Beggs (VF : Jacques Richard) : Larsen
- Bruce Greenwood : technicien (premier rôle de sa carrière au cinéma)

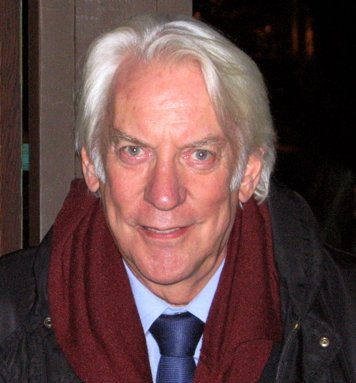
Donald Sutherland (2005) joue le rôle de Frank Lansing
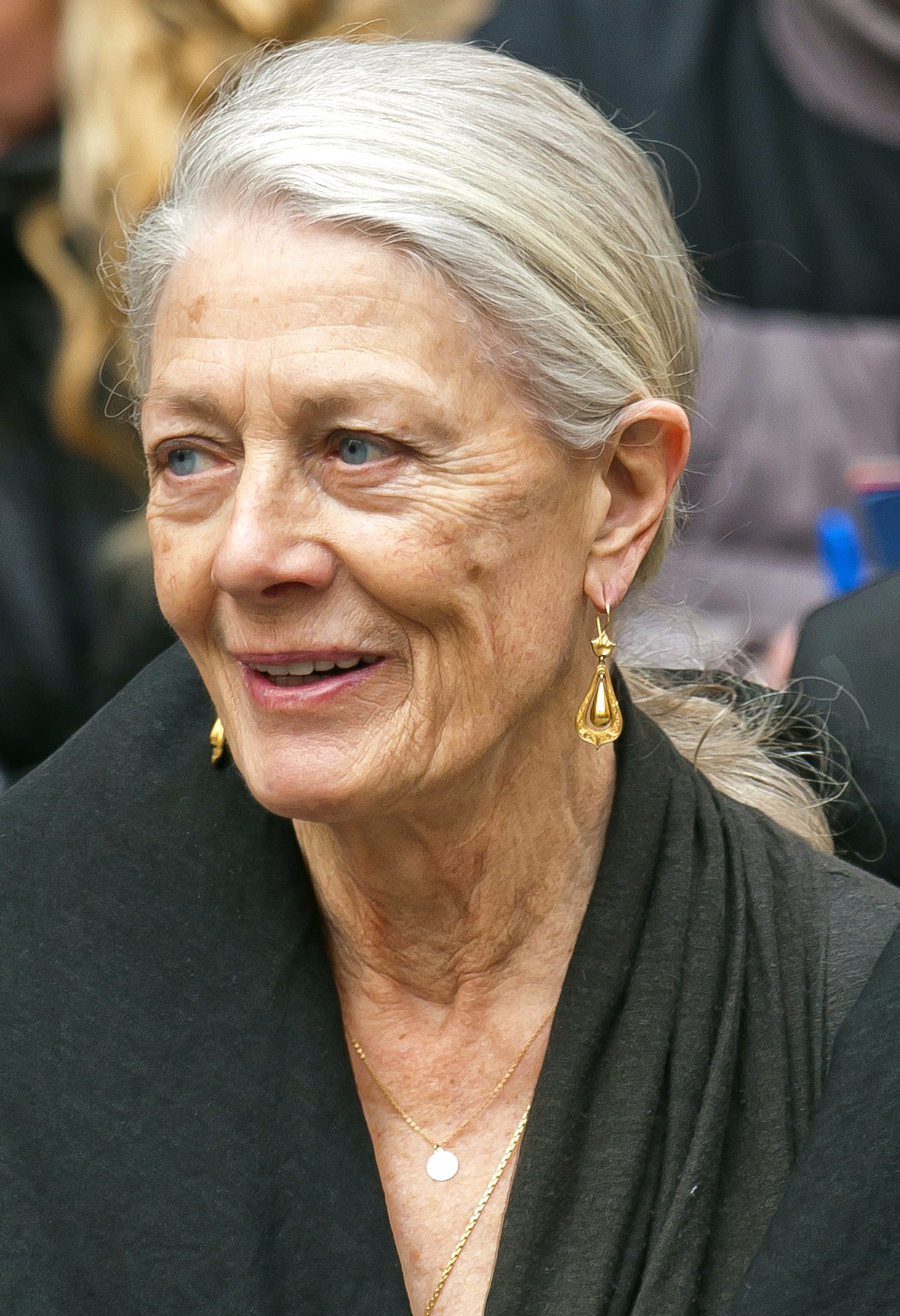
Vanessa Redgrave (2011) joue le rôle de Heddi Lindquist
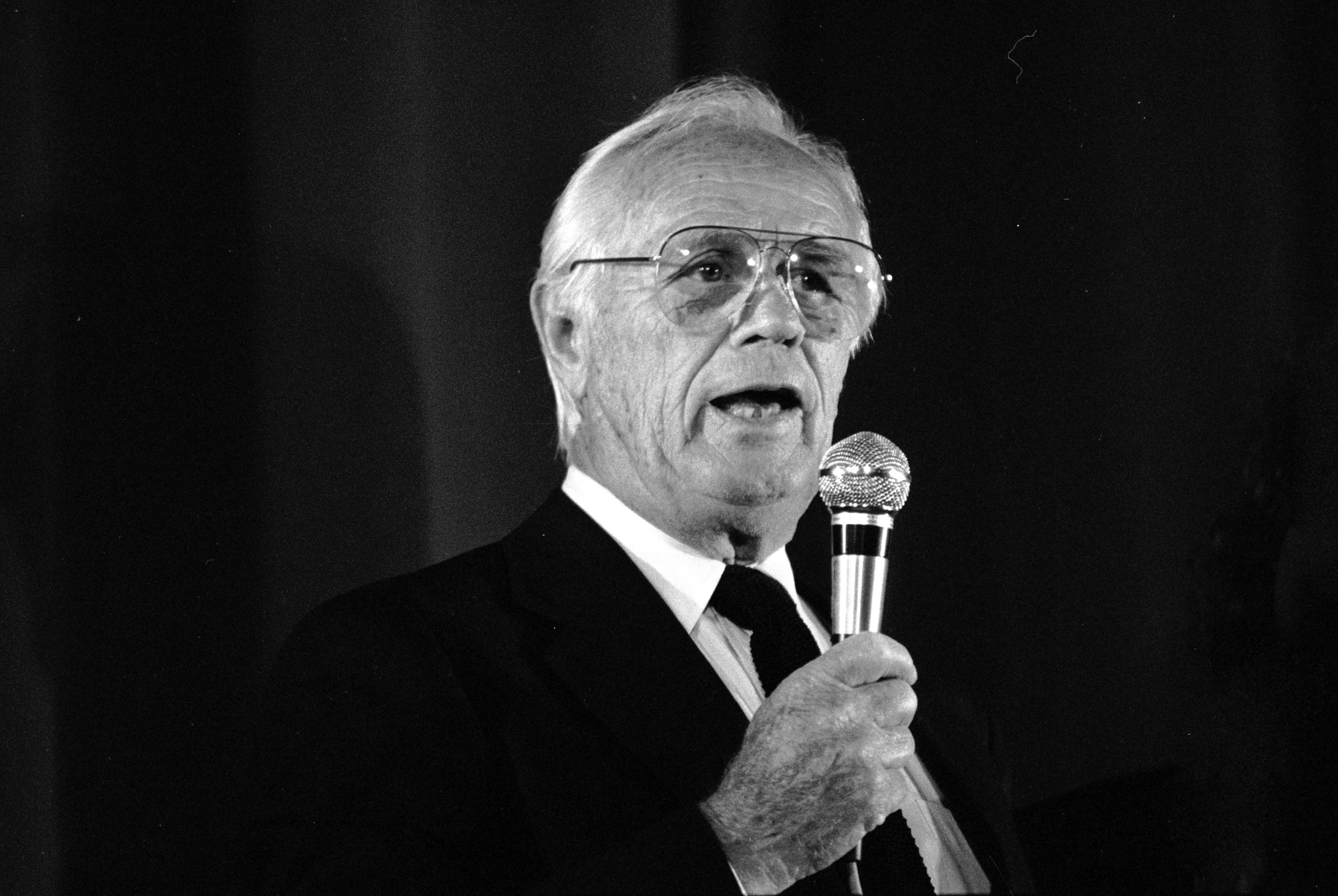
Richard Widmark (1991) joue le rôle de Otto Gerran
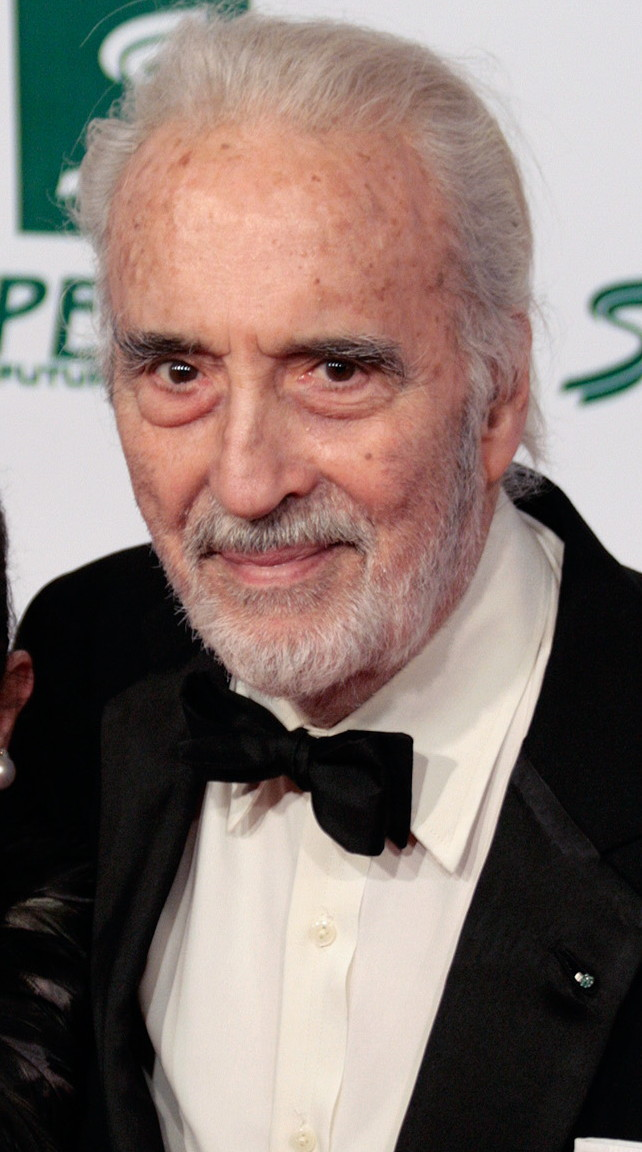
Christopher Lee (2009) joue le rôle de Lechinski
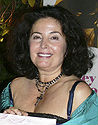
Barbara Parkins (2006) joue le rôle de Judith Rubin
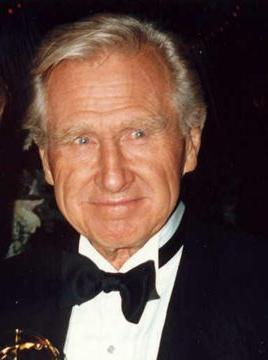
Lloyd Bridges (1992) joue le rôle de Smithy
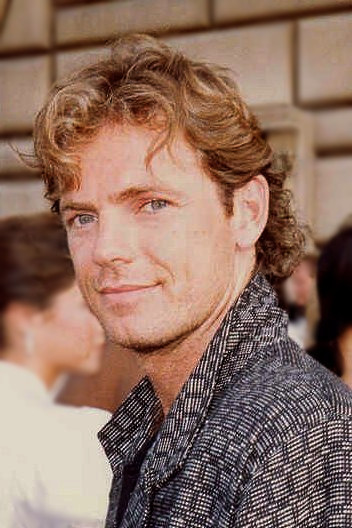
Bruce Greenwood (1987) joue le rôle d'un technicien